# Championnat de Suisse de football 1962-1963
Le championnat de Suisse de football de Ligue nationale A 1962-1963 voit la consécration du FC Zurich qui obtient le troisième titre de son histoire malgré une humiliante défaite initiale (1-9) contre Lausanne-Sport, le second du classement. Entraîné par le Vaudois Louis Maurer, le club des bords de la Limmat s’appuie sur l’efficacité de la paire Rosario Martinelli-Köbi Kuhn dans l’entrejeu. Le FC Sion, premier club valaisan à faire partie de l’élite, parvient à s’y maintenir.

## Format
Le championnat se compose de 14 équipes. Les deux derniers sont relégués en Ligue nationale B.

## Classement final
| Place | Club                 | Pts | J  | V  | N | D  | Buts + | Buts - | Diff. |
| 1er   | FC Zurich            | 44  | 26 | 20 | 4 | 2  | 81     | 33     | +48   |
| 2e    | Lausanne-Sports      | 40  | 26 | 18 | 4 | 4  | 81     | 30     | +51   |
| 3e    | FC La Chaux-de-Fonds | 32  | 26 | 12 | 8 | 6  | 55     | 44     | +11   |
| 4e    | BSC Young Boys       | 31  | 26 | 13 | 5 | 8  | 62     | 49     | +13   |
| 5e    | Servette FC          | 26  | 26 | 11 | 4 | 11 | 54     | 39     | +15   |
| 6e    | FC Bâle              | 26  | 26 | 10 | 6 | 10 | 59     | 51     | +8    |
| 7e    | Grasshopper Zürich   | 25  | 26 | 9  | 7 | 10 | 57     | 51     | +6    |
| 8e    | FC Bienne            | 24  | 26 | 9  | 6 | 11 | 38     | 44     | -6    |
| 9e    | FC Granges           | 23  | 26 | 8  | 7 | 11 | 40     | 49     | -9    |
| 10e   | FC Lucerne           | 23  | 26 | 7  | 9 | 10 | 41     | 54     | -13   |
| 11e   | FC Chiasso           | 20  | 26 | 7  | 6 | 13 | 33     | 69     | -36   |
| 12e   | FC Sion              | 19  | 26 | 6  | 7 | 13 | 37     | 69     | -32   |
| 13e   | Young Fellows Zurich | 17  | 26 | 7  | 3 | 16 | 34     | 58     | -24   |
| 14e   | FC Lugano            | 14  | 26 | 4  | 6 | 16 | 21     | 53     | -32   |

### Qualifications européennes
- FC Zurich : premier tour de la Coupe des clubs champions européens
- Lausanne-Sports : premier tour de la Coupe des villes de foires
- Servette FC : premier tour de la Coupe des villes de foires
- FC Zurich : premier tour de la Coupe Intertoto
- Lausanne-Sports : premier tour de la Coupe Intertoto
- FC La Chaux-de-Fonds : premier tour de la Coupe Intertoto
- BSC Young Boys : premier tour de la Coupe Intertoto

- FC Bâle : premier tour de la Coupe d'Europe des vainqueurs de coupes

### Relégations
- FC Lugano et Young Fellows Zurich sont relégués en Ligue nationale B
- FC Schaffhouse et FC Cantonal Neuchâtel sont promus en Ligue nationale A

## Résultats complets
- Résultats sur RSSSF